# 第1屆香港電影金像獎
第1屆香港電影金像獎（英語：Hong Kong Film Awards 1982）於1982年3月9日在香港藝術中心壽臣劇院舉行，由香港電台與電影雙周刊聯合主辦，香港電台第一台、香港電台第二台同步直播，麗的電視錄影播出。司儀為伍家廉、詹小屏，颁奖嘉宾包括政务司鍾逸傑、市政局主席張有興、演员陈云裳、演員關德興、导演左几。
獎項分為兩大組別：一組是五項最受影評人推薦的演員、編劇、導演及電影，另一組是頒發該年度的十大華語片及外語片。得獎結果全為影評人投票選出。

## 得獎名單

### 十大華語片
1. 《父子情》
2. 《胡越的故事》
3. 《邊緣人》
4. 《天雲山傳奇》
5. 《歸心似箭》
6. 《鬼馬智多星》
7. 《鬼打鬼》
8. 《忌廉溝鮮奶》
9. 《摩登保鑣》
10. 《舞廳》

### 十大外語片
1. 《普通人》
2. 《狂牛》
3. 《古都（日语：古都 (1980年の映画)）》
4. 《慾火焚身（英语：The Postman Always Rings Twice (1981 film)）》
5. 《神劍》
6. 《象人》
7. 《盜日者（日语：太陽を盗んだ男）》
8. 《鐵血娘子歌莉亞（英语：Gloria (1980 film)）》
9. 《性昏迷》
10. 《爵士春秋》

## 争议
- 除了惠英紅与周润发，领奖者大多衣着随便，被报刊批评不够庄重[3]。

## 外部連結
- 第一屆香港電影金像獎得獎名單新版 （页面存档备份，存于）
- 第一屆香港電影金像獎得獎名單舊版 （页面存档备份，存于）